# La Gineta
La Gineta ist eine Gemeinde (municipio) mit 2.635 Einwohnern (Stand: 2024) in der südostspanischen Provinz Albacete der Autonomen Region Kastilien-La Mancha.

## Lage
La Gineta liegt etwa 20 km nordwestlich von Albacete in einer Höhe von ca. 690 m. Durch die Gemeinde führt die Autovía A-31. Im Gemeindegebiet liegt ein kleiner Flugplatz für Ultraleichtflieger.  Das Klima im Winter ist kühl, im Sommer dagegen durchaus warm; die geringen Niederschlagsmengen (ca. 412 mm/Jahr) fallen – mit Ausnahme der nahezu regenlosen Sommermonate – verteilt übers ganze Jahr.

## Bevölkerungsentwicklung
| Jahr      | 1970 | 1981 | 1991 | 2001 | 2011 | 2021 |
| Einwohner | 2395 | 2493 | 2133 | 2052 | 2563 | 2554 |

Der kontinuierliche Bevölkerungsanstieg ist im Wesentlichen auf die anhaltende Zuwanderung von Menschen aus dem agrarisch geprägten Umland zurückzuführen.

## Sehenswürdigkeiten
- Martinskirche aus dem 16. Jahrhundert

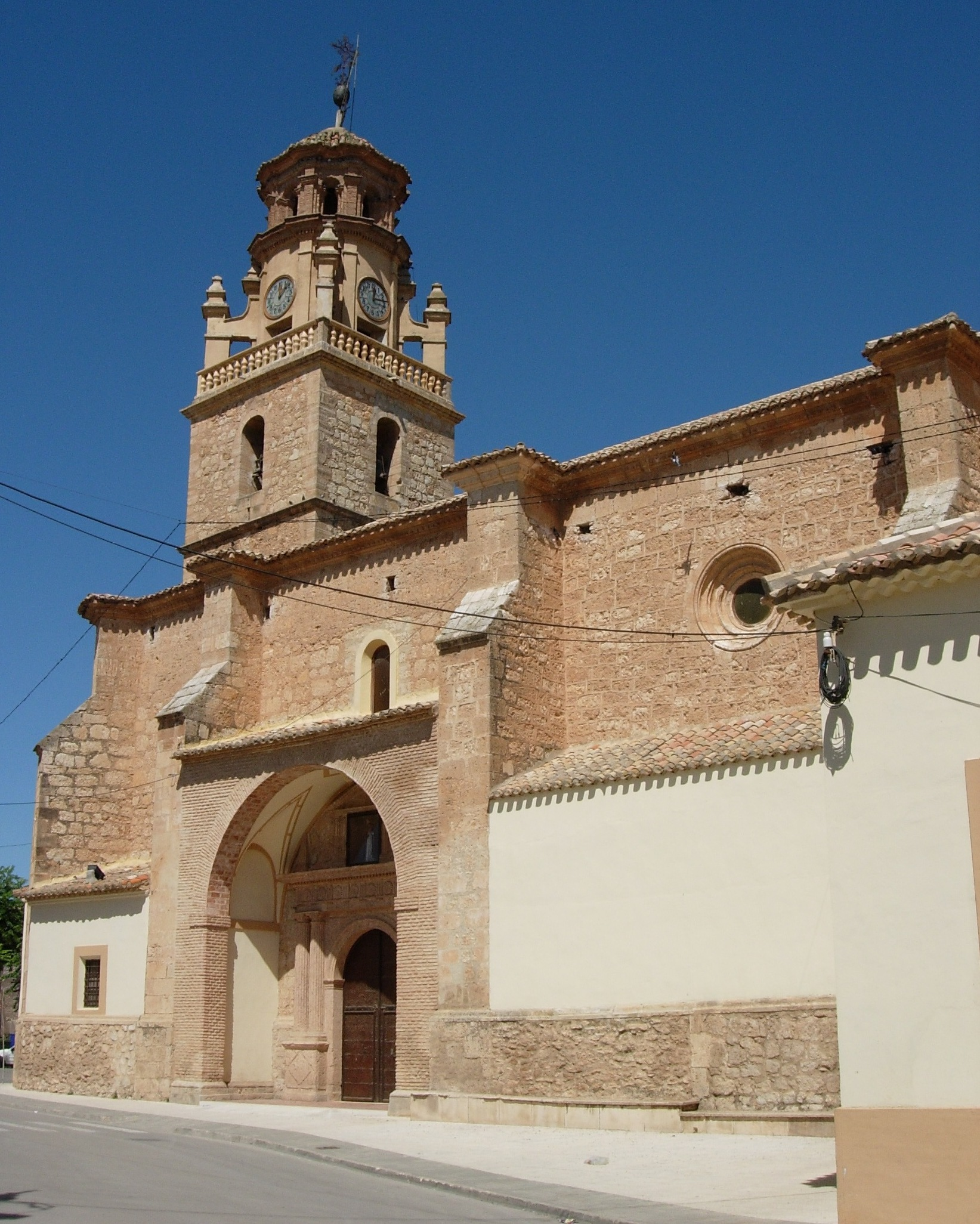
Martinskirche